# Boris Hvojnev
Boris Hvojnev (in bulgaro Борис Хвойнев?; Smoljan, 19 agosto 1967) è un ex calciatore bulgaro, di ruolo attaccante.